# Cai Xuetong
Cai Xuetong (chiń. 蔡雪桐, ur. 26 września 1993 w Harbinie) – chińska snowboardzistka, dwukrotna mistrzyni świata i trzykrotna zdobywczyni Pucharu Świata.

## Kariera
Po raz pierwszy na arenie międzynarodowej pojawiła się 19 grudnia 2008 roku w Maoer Mountain, gdzie zajęła czwarte miejsce w zawodach Asia Cup w half-pipie. W marcu 2009 roku wystartowała na mistrzostwach świata juniorów w Nagano, zdobywając złoty medal w tej  konkurencji. W zawodach Pucharu Świata zadebiutowała 26 sierpnia 2009 roku w Cardronie, zajmując czternaste miejsce. Tym samym już w swoim debiucie wywalczyła pierwsze pucharowe punkty. Pierwszy raz na podium zawodów tego cyklu stanęła 5 listopada 2009 roku w Saas-Fee, kończąc rywalizację w halfpipie na drugiej pozycji. W zawodach tych rozdzieliła Torę Bright z Australii i Francuzkę Sophie Rodriguez. Najlepsze wyniki w osiągnęła w sezonach 2010/2011, 2011/2012 i 2019/2020, kiedy to zwyciężała w klasyfikacji generalnej AFU. Ponadto w sezonach 2009/2010, 2010/2011, 2011/2012, 2015/2016, 2018/2019 i 2019/2020 zdobywała Małą Kryształową Kulę w klasyfikacji halfpipe’a, a w sezonach 2014/2015 i 2017/2018 była w niej trzecia.
W 2015 roku wywalczyła złoty medal w swej koronnej konkurencji podczas mistrzostw świata w Kreischbergu. Wynik ten powtórzyła na rozgrywanych dwa lata później mistrzostwach świata w Sierra Nevada. W 2019 roku, na mistrzostwach świata w Park City wywalczyła srebrny medal, ulegając jedynie Amerykance Chloe Kim. W 2010 roku wystąpiła na  igrzyskach olimpijskich w Vancouver, zajmując 23. miejsce. Brała też udział w igrzyskach w Soczi w 2014 roku, gdzie była szósta i igrzyskach w Pjongczangu, gdzie była piąta.
Jest trzykrotną medalistką zawodów X-Games, rozgrywanych w amerykańskim Aspen, w konkurencji superpipe. Zdobyła srebro podczas Winter X Games 21 oraz 2 brązowe medale podczas Winter X Games 20 i Winter X Games 23.

## Osiągnięcia

### Igrzyska olimpijskie
| Miejsce | Dzień     | Rok  | Miejscowość | Konkurencja | Zwyciężczyni       |
| ------- | --------- | ---- | ----------- | ----------- | ------------------ |
| 23.     | 18 lutego | 2010 | Vancouver   | Halfpipe    | Torah Bright       |
| 6.      | 12 lutego | 2014 | Soczi       | Halfpipe    | Kaitlyn Farrington |
| 5.      | 13 lutego | 2018 | Pjongczang  | Halfpipe    | Chloe Kim          |

### Mistrzostwa świata
| Miejsce | Dzień       | Rok  | Miejscowość   | Konkurencja | Zwyciężczyni   |
| ------- | ----------- | ---- | ------------- | ----------- | -------------- |
| 27.     | 23 stycznia | 2009 | Kangwŏn       | Halfpipe    | Liu Jiayu      |
| 6.      | 20 stycznia | 2011 | La Molina     | Halfpipe    | Holly Crawford |
| 1.      | 17 stycznia | 2015 | Kreischberg   | Halfpipe    | -              |
| 1.      | 11 marca    | 2017 | Sierra Nevada | Halfpipe    | -              |
| 2.      | 8 lutego    | 2019 | Park City     | Halfpipe    | Chloe Kim      |

### Puchar Świata

#### Miejsca w klasyfikacji generalnej
- sezon 2009/2010: 14.
  - AFU[2]
- sezon 2010/2011: 1.
- sezon 2011/2012: 1.
- sezon 2012/2013: -
- sezon 2013/2014: 12.
- sezon 2014/2015: 13.
- sezon 2015/2016: 2.
- sezon 2016/2017: 17.
- sezon 2017/2018: 8.
- sezon 2018/2019: 3.
- sezon 2019/2020: 1.
- sezon 2021/2022: 7.

#### Zwycięstwa w zawodach
1. Stoneham – 22 stycznia 2010 (halfpipe)
2. Saas-Fee – 4 listopada 2010 (halfpipe)
3. Stoneham – 18 lutego 2011 (halfpipe)
4. Calgary – 26 lutego 2011 (halfpipe)
5. Cardrona – 28 sierpnia 2011 (halfpipe)
6. Stoneham – 23 lutego 2012 (halfpipe)
7. Cardrona – 30 sierpnia 2015 (halfpipe)
8. Sapporo – 14 lutego 2016 (halfpipe)
9. Secret Garden – 21 grudnia 2018 (halfpipe)
10. Mammoth Mountain – 9 marca 2019 (halfpipe)
11. Mammoth Mountain – 31 stycznia 2020 (halfpipe)
12. Calgary – 15 lutego 2020 (halfpipe)
13. Copper Mountain – 11 grudnia 2021 (halfpipe)

#### Pozostałe miejsca na podium w zawodach
1. Saas-Fee – 5 listopada 2009 (halfpipe) – 2. miejsce
2. Calgary – 30 stycznia 2010 (halfpipe) – 2. miejsce
3. Yabuli – 13 lutego 2011 (halfpipe) – 2. miejsce
4. Arosa – 26 marca 2011 (halfpipe) – 3. miejsce
5. Cardrona – 24 sierpnia 2013 (halfpipe) – 2. miejsce
6. Park City – 1 marca 2015 (halfpipe) – 3. miejsce
7. Copper Mountain – 16 grudnia 2016 (halfpipe) – 3. miejsce
8. Laax – 21 stycznia 2017 (halfpipe) – 3. miejsce
9. Bokwang – 19 lutego 2017 (halfpipe) – 3. miejsce
10. Secret Garden – 21 grudnia 2017 (halfpipe) – 2. miejsce
11. Laax – 20 stycznia 2018 (halfpipe) – 2. miejsce
12. Copper Mountain – 8 grudnia 2018 (halfpipe) – 3. miejsce
13. Calgary – 15 lutego 2019 (halfpipe) – 2. miejsce
14. Secret Garden – 22 grudnia 2019 (halfpipe) – 2. miejsce
15. Laax – 18 stycznia 2020 (halfpipe) – 2. miejsce
16. Mammoth Mountain – 8 stycznia 2022 (halfpipe) – 2. miejsce

- W sumie (13 zwycięstw, 10 drugich i 6 trzecich miejsc).